# Lac Arapat
Lac Arapat är en sjö i Kanada.   Den ligger i regionen Lanaudière och provinsen Québec, i den sydöstra delen av landet, 260 km nordost om huvudstaden Ottawa. Lac Arapat ligger 423 meter över havet. Arean är 0,32 kvadratkilometer. Den ligger vid sjöarna  Lac Kate och Lac Solignac. Den sträcker sig 0,9 kilometer i nord-sydlig riktning, och 0,8 kilometer i öst-västlig riktning.
I omgivningarna runt Lac Arapat växer i huvudsak blandskog. Trakten runt Lac Arapat är nära nog obefolkad, med mindre än två invånare per kvadratkilometer.